# Capitulación de San Mateo
La Capitulación de San Mateo, también conocida como las Capitulaciones de San Mateo, consistió en el cese de hostilidades entre España y la Primera República de Venezuela y la rendición del general de las fuerzas independentistas, Francisco de Miranda, ante el comandante realista, Domingo de Monteverde, el 25 de julio de 1812. La capitulación tuvo lugar después de la pérdida de Puerto Cabello por parte de los republicanos.
La capitulación establecía el retiro de las fuerzas republicanas de su área de operaciones y las condiciones de la entrega del territorio, el material de guerra, y otros efectos militares. Como tal, la rendición resultó en el fin definitivo de la Primera República de Venezuela. Varios oficiales independentistas rechazaron la Capitulación y un grupo de oficiales, incluyendo a Simón Bolívar, arrestaron a Francisco de Miranda en los siguientes días por haber firmado la rendición. Miranda posteriormente sería enviado a España y recluido en el arsenal de La Carraca en España.
Domingo de Monteverde violó las condiciones de la Capitulación en repetidas oportunidades, lo que a su vez sería uno de los motivos de la proclamación del Decreto de Guerra a Muerte por parte de Simón Bolívar en 1813.

## Correspondencia entre Miranda y Monteverde

### Alto al fuego
Las condiciones desfavorables para los republicanos persuadieron a Francisco de Miranda a iniciar conversaciones con Domingo de Monteverde. El 12 de julio de 1812 le escribió y propuso un alto al fuego para dialogar sobre asuntos importantes y evitar «la efusión de sangre y otras calamidades que son consiguientes a una guerra obstinada». Monteverde respondió al día siguiente aceptando la propuesta de Miranda y afirmando que había ordenado la suspensión de hostilidades con la excepción de las tropas que se trasladaban por mar y tierra hacia Caracas. El 14 de julio Miranda envió una nueva comunicación rechazando la exclusión de dichas tropas en el alto al fuego. El 15 de julio Monteverde respondió que la condición se debía a que, al momento de haber enviado su propuesta, Miranda había enviado tropas a enfrentar a los realistas que se encontraban en el este de la provincia de Caracas, y que en cualquier caso las tropas excluidas del alto al fuego ya había avanzado bastante y resultaría difícil comunicarse con ellas. Monteverde también ratificó su aceptación de una conferencia.

### Condiciones
Para el 16 de julio, Miranda informó sobre el envío del teniente coronel Manuel Aldao y del sargento mayor de artillería José de Sata y Bussy ante Monteverde, y sobre la autorización de los mismos para aclarar preguntas. Al día siguiente, el 17 de julio, ambos representantes le entregaron a Monteverde un pliego con siete condiciones, incluyendo la mediación de los ingleses, una amnistía general, la permanencia de ambos ejércitos en sus posiciones y libertad de comercio. Monteverde rechazó los puntos y afirmó que las condiciones no se correspondían con la naturaleza de la discusión ni con la ventaja con la que contaban las tropas realistas. El jefe realista exigió que se presentara una última propuesta en un cuestión de horas. Aldao y de Sata y Bussy volvieron a dirigirse a Monteverde, comentando que con la propuesta no se pretendía rendir al ejército patriota, que para entonces contaba con 10.000 efectivos de infantería y 1.000 de caballería, o entregar a miles de habitantes que debían ser igualmente considerados, y le pidieron a Monteverde expresar claramente sus intenciones y deseos. Esa noche Monteverde les expresó verbalmente sus demandas.
El 20 de julio, los republicanos le dieron a Monteverde un nuevo pliego con las condiciones para la entrega de la República. Los puntos incluían cederle al ejército de la Regencia el territorio y que sus habitantes serían gobernados por el sistema establecido por las cortes de España para América. Las condiciones pedían un plazo de 30 días para consultar los puntos a las provincias que todavía eran independientes. El 22 de julio Miranda le escribió a Monteverde que era imposible cumplir los términos debido a la naturaleza de los mismos y la brevedad del plazo, expresando que «envuelven mil inconvenientes y mil males para ambos partidos» y que los venezolanos lo responsabilizarían por las consecuencias de una capitulación acordada en tales condiciones. Miranda designó a Antonio Fernández de León para iniciar una nueva negociación, quien le presentó a Monteverde seis nuevos puntos el 24 de julio, similares a los anteriores, recomendando un plazo de ocho días en esta oportunidad. Monteverde rechazó la propuesta y exigió un plazo de 12 horas para la aprobación y ratificación de la capitulación.

## Capitulación
El 25 de julio de 1812 Francisco de Miranda firmó en La Victoria que aceptaba las condiciones impuestas. Miranda afirmó no contar con el tiempo suficiente y nombró a José de Sata y Bussy, con todos los poderes necesarios «a fin de que termine esta negociación a satisfacción de ambas partes y para la perpetua felicidad y tranquilidad de los pueblos». Domingo de Monteverde y José de Sata y Bussy procedieron a firmar el acta el mismo día donde se ratificaban los acuerdos de ambas partes.
El documento consiste en once artículos que describen la manera en la que el territorio de la Primera República, el material de guerra, y otros efectos militares serían entregados. También establece la obligación de los independentistas de retirar sus fuerzas del área de operaciones y de proceder al licenciamiento de las mismas, al igual que el empleo de tropas para capturar todos los pueblos y lugares de las provincias de Caracas, Barcelona, Cumaná y Margarita.

## Consecuencias
Domingo de Monteverde procedió a ocupar La Victoria al día siguiente, y todo el territorio de la Primera República de Venezuela en los siguientes días.
Varios republicanos rechazaron la capitulación y tenían la intención de continuar con la lucha independentista. Después de partir hacia La Guaira, un grupo de militares y civil, incluyendo a Simón Bolívar, arrestaron a Miranda en la madrugada del 31 de julio, y posteriormente los realistas lo enviarían al castillo de San Felipe en Puerto Cabello. A comienzos de 1813, Miranda le escribió un memorial a la Real Audiencia de Caracas desde su mazmorra donde exige el cumplimiento de la capitulación de San Mateo. A finales de 1813 es enviado a España, y en enero de 1814 se encarcelado en un calabozo del fuerte de las Cuatro Torres, en el arsenal de La Carraca, cerca de Cádiz, donde fallecería en 1816.